# Nyżnia Łanna
Nyżnia Łanna (ukr. Нижня Ланна) – wieś na Ukrainie, w obwodzie połtawskim, w rejonie połtawskim. W 2001 liczyła 954 mieszkańców, wśród których 914 jako ojczysty język wskazało ukraiński, 29 rosyjski, 1 mołdawski, 9 białoruski, a 1 ormiański.